# Siphonicytara vittata
Siphonicytara vittata är en mossdjursart som beskrevs av Gordon och Jean-Loup d'Hondt 1997. Siphonicytara vittata ingår i släktet Siphonicytara och familjen Siphonicytaridae. Inga underarter finns listade i Catalogue of Life.